# Krzywe (rejon żółkiewski)
Krzywe – wieś na Ukrainie w rejonie lwowskim (wcześniej w rejonie żółkiewskim) należącym do obwodu lwowskiego.